# 금남고속
주식회사 금남고속(株式會社 錦南高速)은 충청남도를 연고로 하는 시외버스 업체이다. 본사는 대전광역시 대덕구 읍내동에 있으며, 차고지 등록은 충청남도 논산시 관촉로 268와 충청남도 부여군 부여읍 사비로 87에 분산되어 있다.

## 역사
1965년 12월 옛 충남여객자동차의 노선 일부를 양수하여 금남여객자동차로 설립하였다. 1974년 관광운수사업 면허를 취득하였으며. 1977년 시내버스 운송사업 면허 취득으로 한 때 충청남도 지역의 시내버스와 농어촌버스 사업도 하였다. 그러나 1979년 12월 29일 보령시내버스를 대천여객과 1980년 1월 1일 논산시내버스를 덕성여객으로 각각 분리시킨데 이어 1990년 1월 11일 당시 부여군내버스를 운행하고 있던 부여영업소 (현 부여여객)를 덕성여객에 매각한 것을 끝으로 시내버스 사업에서 철수하였다. 또 서울호남 출발 고속버스 사업을 호남고속에 매각하면서 현재는 성남 ~ 익산 간 고속버스와 시외버스 노선에만 주력하고 있다. 1993년 고속버스 운송사업 면허 취득 후 1994년 1월 상호명을 금남여객자동차에서 금남고속으로 변경하였다.

## 운행 노선
2020년 10월 10일 기준이다.
| 운행업체 | 보유 노선수 | 보유 노선수 | 보유 노선수 | 면허 대수 | 면허 대수 | 면허 대수 | 등록 대수 | 등록 대수 | 등록 대수 |
| -------- | ----------- | ----------- | ----------- | --------- | --------- | --------- | --------- | --------- | --------- |
| 운행업체 | 노선 합계   | 시외버스    | 고속버스    | 대수 합계 | 시외버스  | 고속버스  | 대수 합계 | 시외버스  | 고속버스  |
| 금남고속 | 214         | 213         | 1           | 297       | 294       | 3         | 294       | 291       | 3         |

### 시외버스
동서울종합버스터미널 (구의동) 출발 노선
- 동서울 → 유성 (북대전ic, 정부대전청사 경유, 삼흥고속 공동 운행, 주말(금토일) 증회 운행)
- 동서울 → 공주 (잠실역, 가락시장, 장지역 경유, 삼흥고속, 대원고속[2] 공동 운행)

서울남부버스터미널 (서초동) 출발 노선
- 서울남부 → 천안 (삼흥고속, 대원고속 공동 운행)
- 서울남부 → 부여 (우등형 직행, 삼흥고속 공동 운행)
- 서울남부 → 장수 (무주, 안성, 장계 경유, 전북고속 공동 운행)

인천종합버스터미널 (관교동) 출발 노선
- 인천 → 북청주 (오창과학산업단지, 청주국제공항 경유, 서울고속, 친선고속 공동 운행)
- 인천 → 유성 (정부대전청사 경유, 중부고속 공동 운행)
- 인천 → 청주 (서울고속 공동 운행)
- 인천 → 공주 → 부여 (일부 시간 세종특별자치시 경유, 삼흥고속, 동양고속[3] 공동 운행)

성남종합버스터미널 (야탑동) 출발 노선
- 성남 → 논산 (천안, 공주 경유)
- 성남 → 유성 (정부대전청사 경유)
- 성남 → 아산 (천안 경유)

부천터미널 소풍 (상동) 출발 노선
- 부천 → 천안
- 부천 → 대전 (중부고속, 한양고속 공동운행)
- 부천 → 유성 (세종특별자치시, 정부대전청사 경유, 중부고속, 한양고속 공동운행)

안산종합버스터미널 (성포동) 출발 노선
- 안산 → 동대전 (대원고속, 용남고속 공동 운행)
- 안산 → 전주 (호남고속 공동운행)

천안종합버스터미널 (신부동) 출발 노선
- 천안 → 청주 (대성고속과 공동운행)
- 천안 → 유성 (중부고속과 공동운행)
- 천안 → 의정부
- 천안 → 논산 (공주 경유, 삼흥고속 공동운행)
- 천안 → 원주 (경기고속, 대원고속 공동 운행, 단 금남고속은 원주까지 직통 운행)
- 천안 → 강릉 (서울고속, 강원여객, 충남고속 공동운행)
- 천안 → 서대전 (대전청사 경유)

대전복합터미널 (용전동) 출발 노선
- 대전 → 군산 (호남고속, 전북고속 공동 운행)
- 대전 → 의정부 (일부시간대 동두천까지 운행, 서울고속 공동 운행)
- 대전 → 이천(일부시간대 여주연장운행) (대원고속 공동 운행)
- 대전 → 주은풍림 → 공도 → 대림동산 → 중앙대 → 안성
- 대전 → 고양 (일부 시간대 세종특별자치시경유, 중부고속, 한양고속, 대원고속 공동 운행)
- 대전 → 정부대전청사 → 김포국제공항 (중부고속, 한양고속 공동 운행, 코로나19로 인해 중단)
- 대전 → 안양 (일부시간대 정부대전청사, 세종특별자치시 경유, 중부고속, 한양고속 공동 운행)
- 대전 → 보령 (무정차 직행과 공주, 청양 경유 완행 운행, 삼흥고속, 충남고속 공동 운행)[4]
- 대전 → 부천 (중부고속, 한양고속 공동 운행)
- 대전 → 원주 (무정차, 금강고속, 강원고속, 서울고속 공동 운행)
- 대전 → 공주 (유성, 공주산성동 경유, 삼흥고속 공동 운행)
- 대전 → 논산 (유성, 논산TG, 연무대, 은진 경유) (일부시간대 건양대 경유)
- 대전 → 부여 (유성, 논산TG, 연무대, 은진, 논산 경유)

대전서남부터미널 (유천동) 출발 노선
- 대전서남부 → 공주 (유성 경유 무정차와 유성, 공암, 공주산성 경유 완행으로 나뉨, 삼흥고속 공동 운행)
- 대전서남부 → 보령 (무정차와 청양방면 직통, 유성, 공주, 정산, 청양 경유 완행으로 나뉨, 삼흥고속, 충남고속 공동 운행)
- 대전서남부 → 연산 → 논산 → 부여 ( → 보령 / 서천, 장항)
- 대전서남부 → 논산, 부여, 홍산, 서천, 장항

유성시외버스터미널 (봉명동) 출발 노선
- 유성 → 청주 (전북고속, 대원고속, 서울고속 공동 운행)
- 유성 → 충주 (전북고속, 서울고속 공동 운행)
- 유성 → 전주 (금강고속, 전북고속, 대원고속, 서울고속 공동 운행)
- 유성 → 공주 (직통과 산성동 경유 나뉨, 삼흥고속 공동 운행)
- 유성 → 보령 (공주, 정산, 청양 경유, 삼흥고속, 충남고속 공동 운행)
- 유성 → 논산 (연무대 경유 )
- 유성 → 천안 (직통과 대평리, 종촌, 연기, 봉암, 조치원, 전의 경유로 나뉨, 중부고속 공동 운행)
- 유성 → 군산 (익산, 대야 경유 충북리무진, 전북고속, 호남고속 공동 운행)

논산시외버스터미널 (취암동) 출발 노선
- 논산 → 공주 → 인천국제공항 (우등형 직행, 삼흥고속 공동 운행, 코로나19로 인해 중단)[5]
- 논산 → 공주 → 천안 → 원주 (1일 1왕복 운행[6], 코로나19로 인해 중단)

전주시외버스공용터미널 (금암동) 출발 노선
- 전주 → 수원 (호남고속 공동 운행)
- 전주 → 안양
- 전주 → 평택 (천안, 성환 경유, 대원고속, 전북고속, 호남고속 공동 운행)
- 전주 → 원주 (유성 경유, 금강고속, 대원고속 공동 운행)
- 전주 → 충주 (유성 경유, 전북고속, 서울고속 공동 운행)
- 전주 → 청주 (유성 경유, 전북고속, 서울고속 공동 운행)

군산시외버스터미널 (경암동) 출발 노선
- 군산 → 익산 → 유성 → 청주 (충북리무진, 전북고속, 호남고속 공동 운행)
- 군산 → 동대전 (전북고속, 호남고속 공동 운행)

인천국제공항 출발 노선 (코로나19로 인해 운행 중단)
- 인천국제공항 → 정부대전청사 → 대전복합 (중부고속, 한양고속 공동 운행)
- 인천국제공항 → 공주 → 논산 (삼흥고속 공동 운행)[5]
- 인천국제공항 → 김포국제공항 (일부 시간대에는 송도국제도시 (인천대입구역) 경유) → 천안 → 아산 (중부고속, 충남고속, 한양고속 공동 운행)
- 인천국제공항 → 송도국제도시 (인천대입구역) → 대야 → 군산 →익산 (전북고속, 호남고속 공동 운행)
- 인천국제공항 → 공주 → 부여 (삼흥고속 공동 운행)

기타지역 출발 노선
* 원주 → 천안 → 세종시 → 공주 → 논산 (천안, 세종청사, 세종시, 공주, 계룡, 하마루, 상월, 노성 경유)

## 운행 차량
금남고속은 현대 유니버스와 기아 그랜버드를 주로 운용하고 있다.

#### 현대자동차
- 뉴 프리미엄 유니버스 스페이스 럭셔리
- 뉴 프리미엄 유니버스 익스프레스 노블
- 뉴 프리미엄 유니버스 럭셔리
- 뉴 프리미엄 유니버스 노블
- 뉴 프리미엄 유니버스 프라임 프레스티지 EX

#### 기아
- 뉴 그랜버드 이노베이션 선샤인
- 뉴 그랜버드 슈퍼 프리미엄 선샤인

## 본점 및 지점 현황
- 본사 : 대전광역시 대덕구 대전로 1429 (읍내동)
- 보령영업소 : 충청남도 보령시 터미널길 8 (궁촌동)

## 갤러리

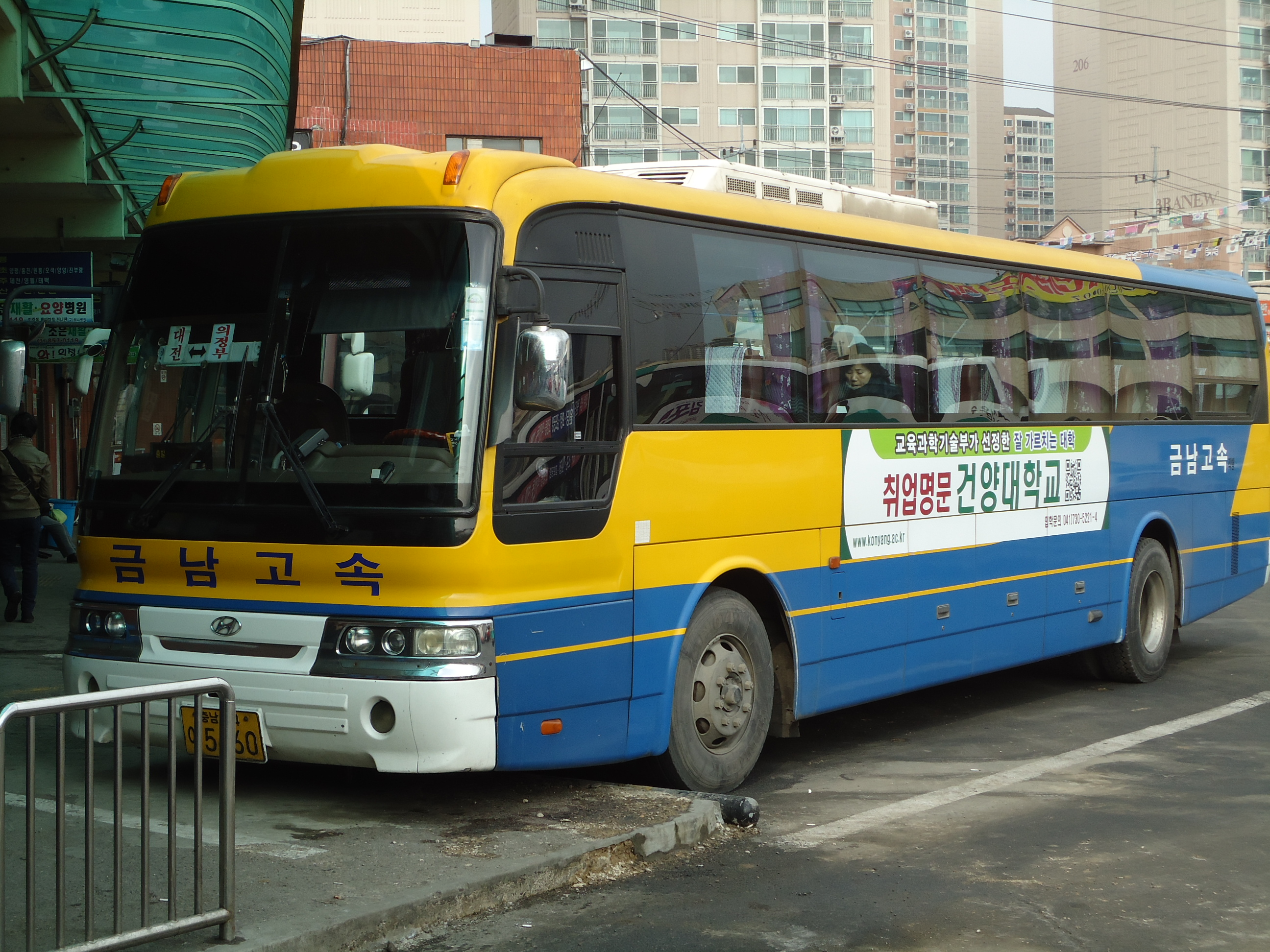
에어로 스페이스 LS 2007년식 (대차됨)
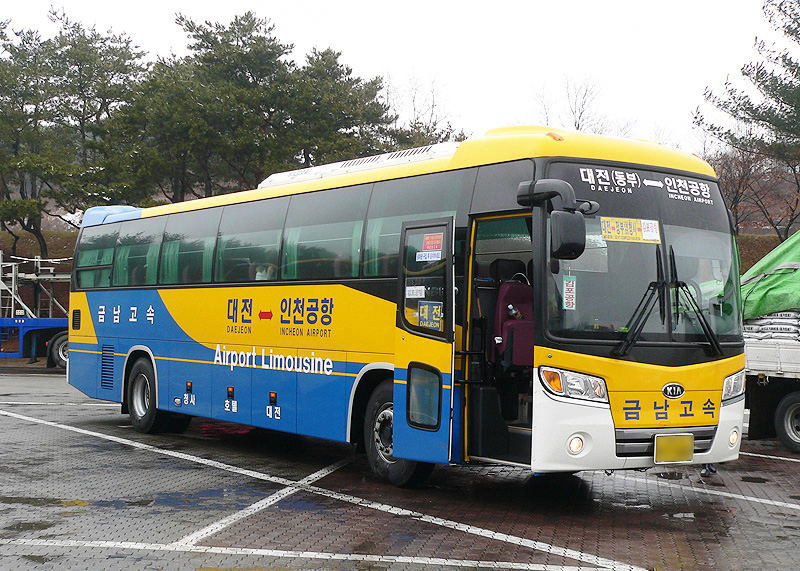
뉴 그랜버드 선샤인 (대차됨)
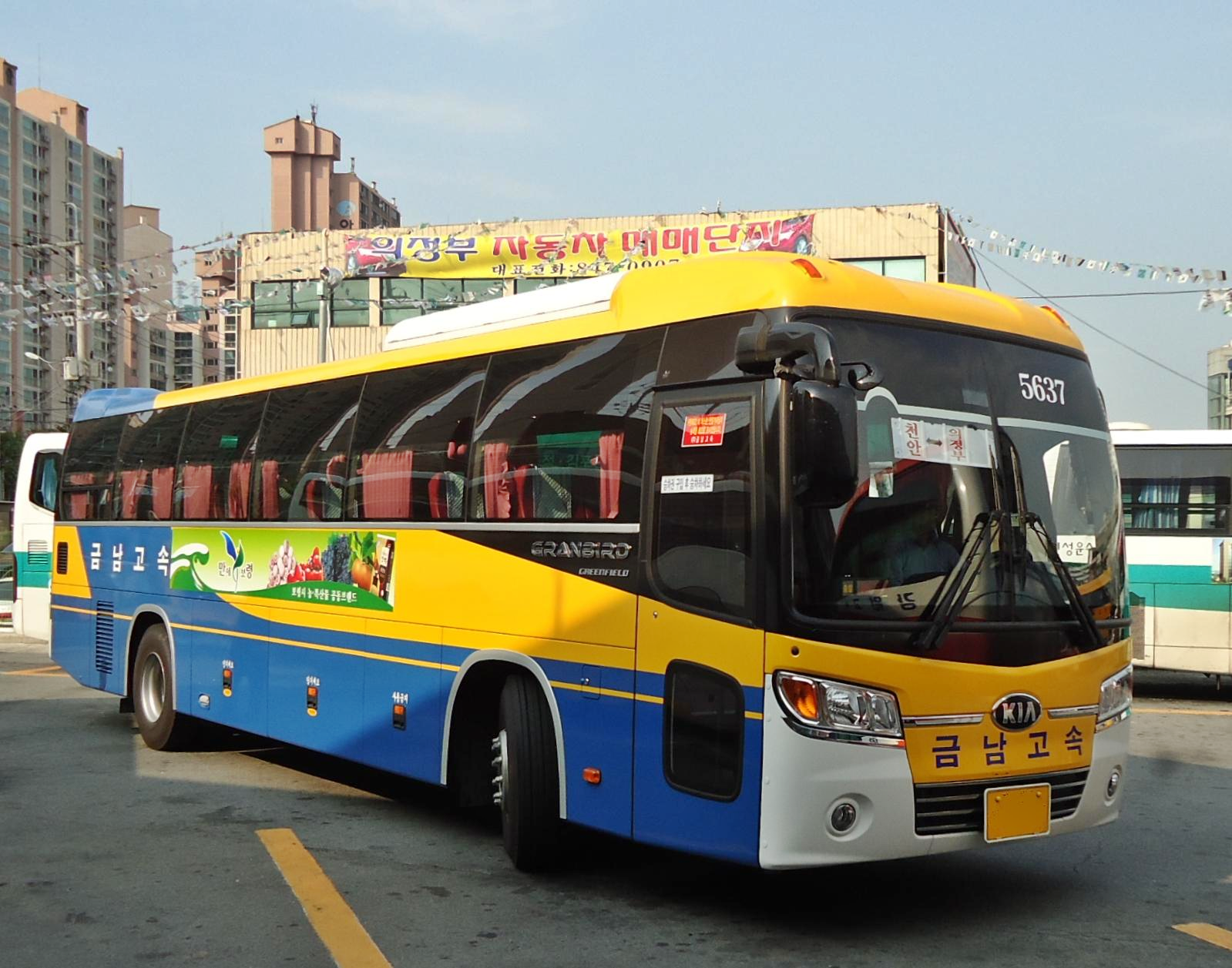
뉴 그랜버드 그린필드 2013년식 (대차됨)
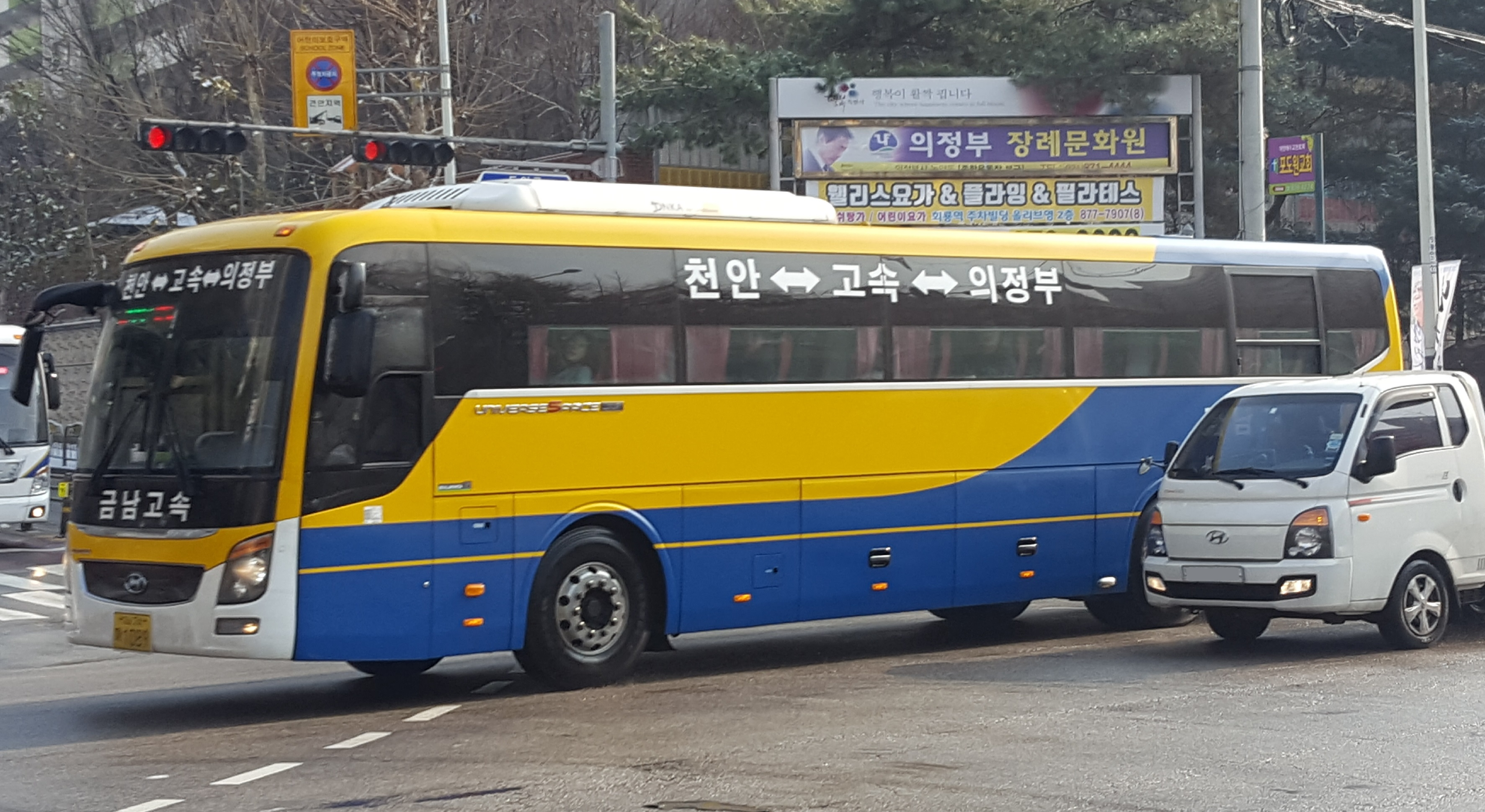
뉴 프리미엄 유니버스 스페이스 럭셔리